# Igor Lapshin
Igor Olegovich Lapshin (em bielorrusso: Игорь Олегович Лапшин; Minsk, 8 de agosto de 1963) é um antigo atleta bielorrusso, especialista em triplo salto, que representou a União Soviética e, já no final da sua carreira, o seu novo país, a Bielorrússia. O seu maior sucesso foi a conquista da medalha de prata nos Jogos Olímpicos de 1988, em Seul, mas foi também campeão mundial em pista coberta em 1991.  
Em julho de 1988, dois meses antes das Olimpíadas de Seul, Lapshin um recorde pessoal de 17.69 m, o que o coloca, ainda hoje, no lote dos 25 melhores saltadores triplo de todos os tempos.